# Meotipa sujii
Meotipa sujii is een spinnensoort uit de familie Anamidae. De wetenschappelijke naam van de soort werd voor het eerst geldig gepubliceerd in 2024 door Benjamin en Tharmarajan.
De soort komt voor in Sri Lanka.